# V821
V821 eller GX 339-4, är en dubbelstjärna belägen i den norra delen av stjärnbilden Altaret. Den har en skenbar magnitud av ca 15,5 och kräver ett kraftfullt teleskop för att kunna observeras. Den är en måttligt stark variabel galaktisk röntgendubbelstjärna (LMXB) med låg massa och kandidat för ett svart hål som då och då har utbrott. Spektroskopiska mätningar visade att det svarta hålets massa var minst 5,8 solmassor.

## Observation

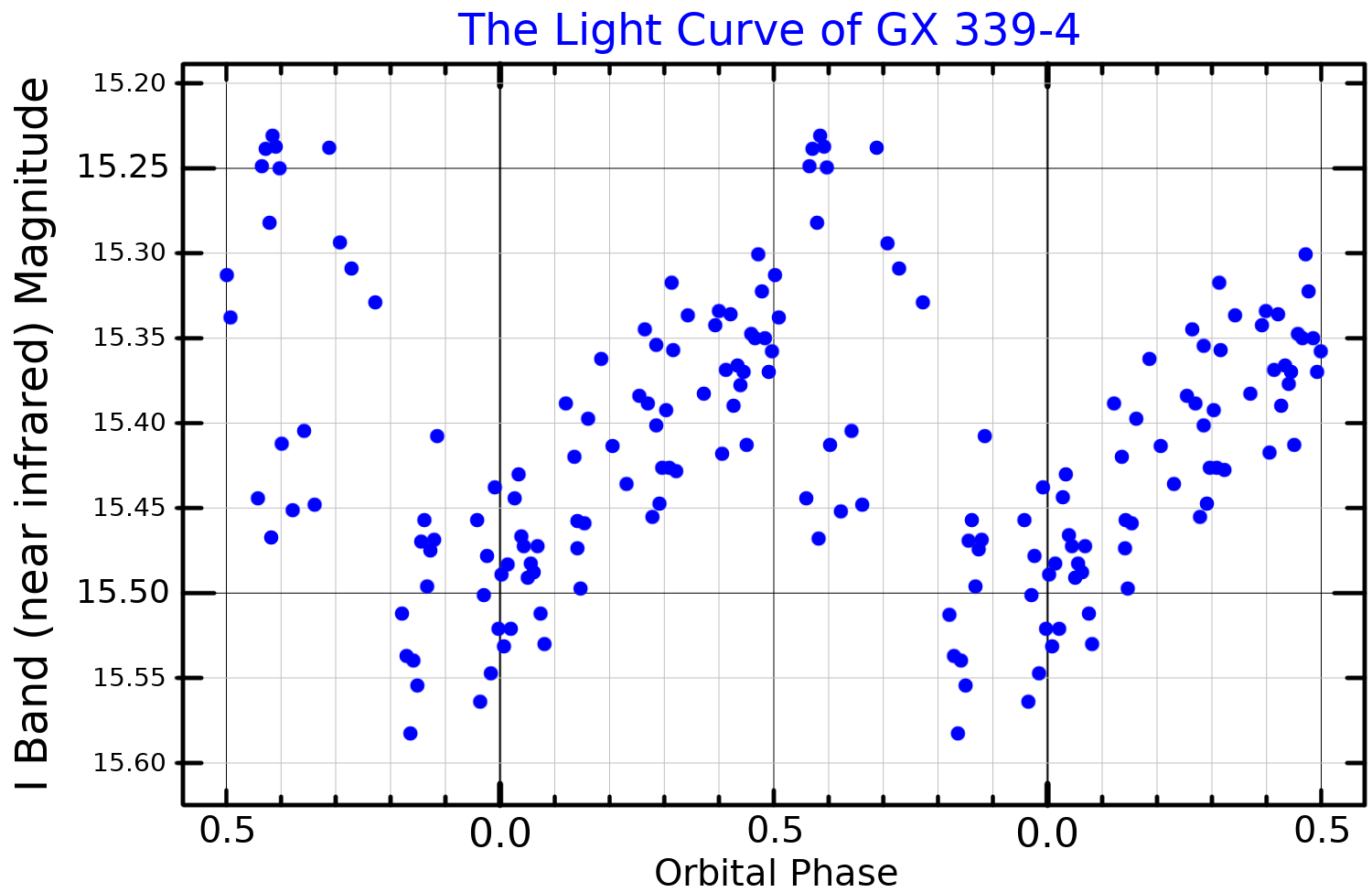
En I-bands ljuskurva för GX 339-4, ritad med en omloppsperiod på 0,7 dygn. Anpassad från Cowley et al. (2002).

Thomas Henry Markert et al. upptäckte GX 339-4 år 1973, i data erhållna genom MIT:s Cosmic Ray Experiment på OSO-7. En optisk motpunkt till röntgenkällan upptäcktes av Jonathan E. Grindlay år 1979, och den är optiskt variabel. Av den anledningen fick den variabelbeteckningen, V821 Arae, år 1981.
Under utbrotten visar GX 339-4 utvecklingen av kvasiperiodiska oscillationer (QPO). I den stigande fasen ökar QPO-frekvensen monotont när CENBOL fortplantar sig närmare det svarta hålet och i den avtagande fasen minskar QPO-frekvensen monotont eftersom CENBOL avlägsnar sig från det svarta hålet efter att viskositeten minskat. Frekvensvariationen modelleras således väl av den fortplantande och oscillerande chocken i det subkeplerska flödet. Hela spektrumet passar också mycket bra med hjälp av tvåkomponents advektiv flödeslösning. 

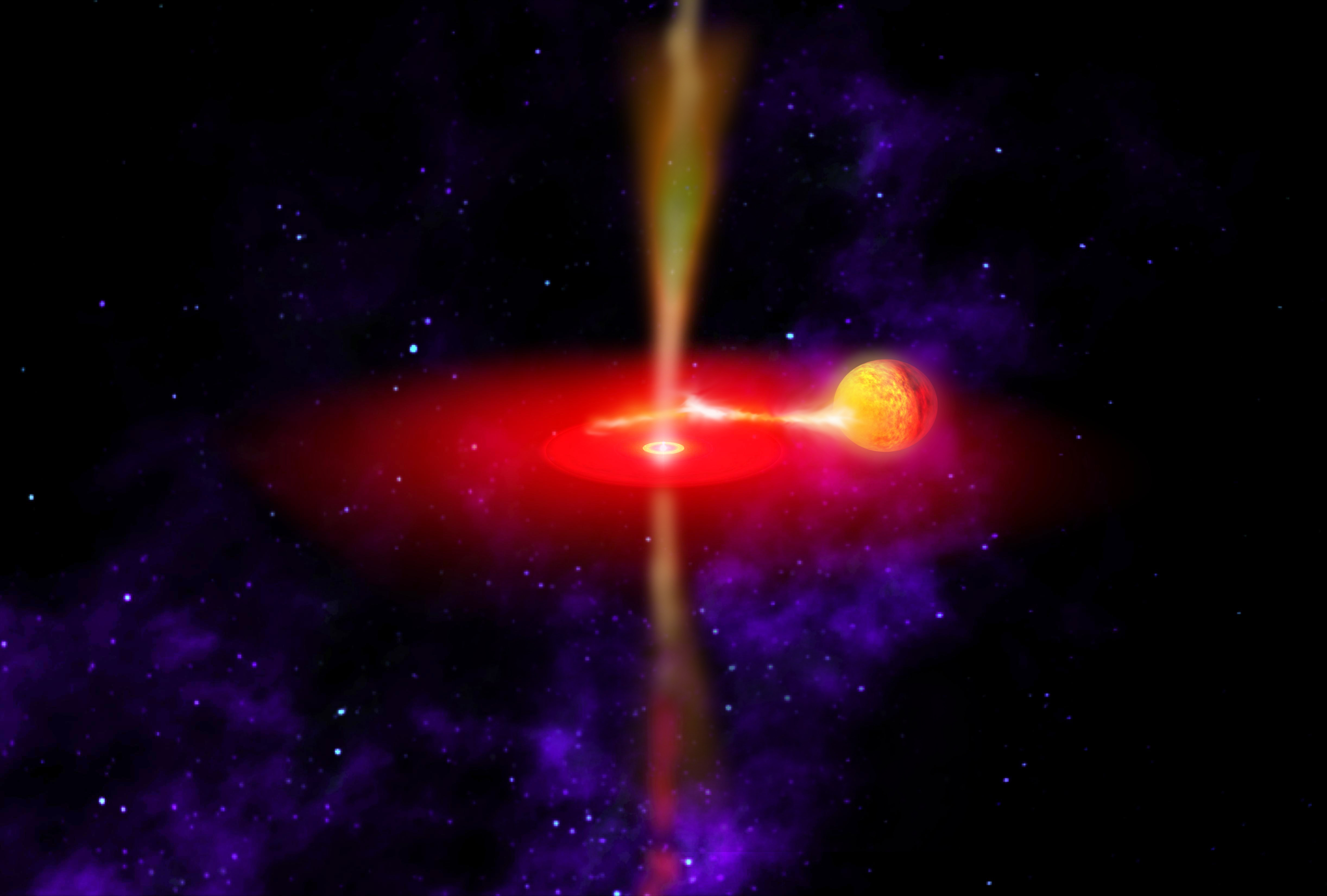
GX 339-4 (konstnärens uppfattning)

En stark, variabel relativistisk stråle, som avger strålning från radiovåglängder till infraröda våglängder, observerades i flera studier.